# Chaerephon tomensis
Chaerephon tomensis е вид прилеп от семейство Булдогови прилепи (Molossidae). Видът е застрашен от изчезване.

## Разпространение
Разпространен е в Сао Томе и Принсипи (Сао Томе).